# Royal League 2004-2005
Navigation
Édition suivante
La Royal League 2004-2005 est la première édition de la Royal League, une compétition internationale à laquelle participent les 4 meilleurs clubs des championnats du Danemark, de Suède et de Norvège. Elle a été mise en place afin de permettre aux clubs scandinaves, souvent éliminés prématurément des compétitions européennes, de pouvoir s'affronter lors de rencontres internationales.
La compétition s'organise en plusieurs phases. Un premier tour voit les 12 équipes réparties en 3 poules de 4 : les 2 premiers de chaque pays sont regroupées avec le troisième et le quatrième des 2 autres pays. Les 2 premiers de chaque poule se qualifient pour le deuxième tour, où les 6 participants sont répartis en 2 poules de 3. Seul le premier de chaque poule se qualifie pour la finale de la compétition, jouée sur un seul match à Göteborg.

## Dotations
La Royal League est financée par des entreprises privées et est donc richement dotée. L'ensemble des dotations est indiquée en couronnes norvégiennes (NOK) :
Premier tour :
- Participation - 1 250 000 NOK
- Victoire - 250 000 NOK
- Match nul - 150 000 NOK

Deuxième tour :
- Qualification - 1 500 000 NOK
- Victoire - 500 000 NOK
- Match nul - 250 000 NOK

Finale :
- Vainqueur - 3 000 000 NOK
- Finaliste - 1 000 000 NOK

## Participants
Championnat du Danemark de football 2003-2004 :
- FC Copenhague - Champion
- Brondby IF - Deuxième
- Esbjerg fB - Troisième
- OB Odense - Quatrième

Championnat de Norvège de football 2004 :
- Rosenborg BK - Champion
- Vålerenga IF - Deuxième
- Brann Bergen - Troisième
- Tromso IL - Quatrième

Championnat de Suède de football 2004 :
- Malmö FF - Champion
- Halmstads BK - Deuxième
- IFK Göteborg - Troisième
- Djurgardens IF - Quatrième

## Premier tour

### Groupe A
| Rang | Équipe         | Pts | J | G | N | P | Bp | Bc | Diff |  | Résultats (▼ dom., ► ext.) | Vale | Rose | Esbj | Djur |
| ---- | -------------- | --- | - | - | - | - | -- | -- | ---- |  | -------------------------- | ---- | ---- | ---- | ---- |
| 1    | Vålerenga IF   | 16  | 6 | 5 | 1 | 0 | 16 | 10 | +6   |  | Vålerenga IF               |      | 3-2  | 1-1  | 3-1  |
| 2    | Rosenborg BK   | 10  | 6 | 3 | 1 | 2 | 10 | 9  | +1   |  | Rosenborg BK               | 0-1  |      | 1-0  | 4-4  |
| 3    | Esbjerg fB     | 7   | 6 | 2 | 1 | 3 | 6  | 5  | +1   |  | Esbjerg fB                 | 0-1  | 1-2  |      | 1-0  |
| 4    | Djurgardens IF | 1   | 6 | 0 | 1 | 5 | 5  | 13 | -8   |  | Djurgardens IF             | 0-1  | 0-1  | 0-3  |      |

### Groupe B
| Rang | Équipe        | Pts | J | G | N | P | Bp | Bc | Diff |  | Résultats (▼ dom., ► ext.) | Cope | Göte | Bron | Trom |
| ---- | ------------- | --- | - | - | - | - | -- | -- | ---- |  | -------------------------- | ---- | ---- | ---- | ---- |
| 1    | FC Copenhague | 14  | 6 | 4 | 2 | 0 | 8  | 1  | +7   |  | FC Copenhague              |      | 1-0  | 1-1  | 3-0  |
| 2    | IFK Göteborg  | 10  | 6 | 3 | 1 | 2 | 6  | 3  | +3   |  | IFK Göteborg               | 0-1  |      | 3-0  | 1-1  |
| 3    | Brondby IF    | 7   | 6 | 2 | 1 | 3 | 7  | 9  | -2   |  | Brondby IF                 | 0-2  | 0-1  |      | 3-2  |
| 4    | Tromso IL     | 2   | 6 | 0 | 2 | 4 | 3  | 11 | -8   |  | Tromso IL                  | 0-0  | 0-1  | 0-3  |      |

- Tromso IL perd 2 matchs sur tapis vert (3-0) après avoir aligné un joueur non-qualifié pour cette compétition.

### Groupe C
| Rang | Équipe       | Pts | J | G | N | P | Bp | Bc | Diff |  | Résultats (▼ dom., ► ext.) | Malm | Berg | Halm | Oden |
| ---- | ------------ | --- | - | - | - | - | -- | -- | ---- |  | -------------------------- | ---- | ---- | ---- | ---- |
| 1    | Malmö FF     | 12  | 6 | 4 | 0 | 2 | 9  | 8  | +1   |  | Malmö FF                   |      | 2-0  | 1-0  | 2-0  |
| 2    | Brann Bergen | 10  | 6 | 3 | 1 | 2 | 8  | 6  | +2   |  | Brann Bergen               | 4-1  |      | 1-0  | 2-1  |
| 3    | Halmstads BK | 8   | 6 | 2 | 2 | 2 | 7  | 6  | +1   |  | Halmstads BK               | 3-1  | 0-0  |      | 2-1  |
| 4    | OB Odense    | 4   | 6 | 1 | 1 | 4 | 7  | 11 | -4   |  | OB Odense                  | 1-2  | 2-1  | 2-2  |      |

## Deuxième tour

### Groupe 1
| Rang | Équipe        | Pts | J | G | N | P | Bp | Bc | Diff |  | Résultats (▼ dom., ► ext.) | Cope | Malm | Rose |
| ---- | ------------- | --- | - | - | - | - | -- | -- | ---- |  | -------------------------- | ---- | ---- | ---- |
| 1    | FC Copenhague | 7   | 4 | 2 | 1 | 1 | 5  | 4  | +1   |  | FC Copenhague              |      | 2-1  | 2-2  |
| 2    | Malmö FF      | 6   | 4 | 2 | 0 | 2 | 6  | 6  | 0    |  | Malmö FF                   | 1-0  |      | 4-2  |
| 3    | Rosenborg BK  | 4   | 4 | 1 | 1 | 2 | 6  | 7  | -1   |  | Rosenborg BK               | 0-1  | 2-0  |      |

### Groupe 2
| Rang | Équipe       | Pts | J | G | N | P | Bp | Bc | Diff |  | Résultats (▼ dom., ► ext.) | Göte | Vale | Berg |
| ---- | ------------ | --- | - | - | - | - | -- | -- | ---- |  | -------------------------- | ---- | ---- | ---- |
| 1    | IFK Göteborg | 10  | 4 | 3 | 1 | 0 | 7  | 3  | +4   |  | IFK Göteborg               |      | 2-1  | 2-0  |
| 2    | Vålerenga IF | 5   | 4 | 1 | 2 | 1 | 6  | 6  | 0    |  | Vålerenga IF               | 2-2  |      | 1-0  |
| 3    | Brann Bergen | 1   | 4 | 0 | 1 | 3 | 2  | 6  | -4   |  | Brann Bergen               | 0-1  | 2-2  |      |

## Finale
| 26 mai 2005 | FC Copenhague       | 1 - 1 t.a.b. | IFK Göteborg | Ullevi, Göteborg                             |                                              |
| 20:35       | Nørregaard 18e      |              | Mourad 31e   | Spectateurs : 10 216 Arbitrage : Terje Hauge | Spectateurs : 10 216 Arbitrage : Terje Hauge |
| 20:35       | Tirs au but 12 - 11 |              |              | Spectateurs : 10 216 Arbitrage : Terje Hauge | Spectateurs : 10 216 Arbitrage : Terje Hauge |

## Meilleurs buteurs
| Nom               | Equipe        | Buts |
| ----------------- | ------------- | ---- |
| Markus Rosenberg  | Malmö FF      | 7    |
| Frode Johnsen     | Rosenborg BK  | 5    |
| Thomas Kahlenberg | Brøndby IF    | 5    |
| Fredrik Berglund  | Esbjerg fB    | 4    |
| Steffen Iversen   | Vålerenga IF  | 4    |
| Charlie Miller    | Brann Bergen  | 4    |
| George Mourad     | IFK Göteborg  | 4    |
| Hjalte Nørregaard | FC Copenhague | 4    |
| Ståle Stensaas    | Rosenborg BK  | 4    |
| Afonso Alves      | Malmö FF      | 3    |
| Karim Essediri    | Tromsø IL     | 3    |
| Peter Ijeh        | IFK Göteborg  | 3    |